# Électronique, Électrotechnique et Automatique
Pour les articles homonymes, voir EEA.
L'Électronique, Électrotechnique et Automatique (EEA) est dans l'enseignement supérieur français un sigle désignant trois sciences de l'ingénieur connexes : l'électronique, l'électrotechnique et l'automatique. Cette troisième discipline est parfois appelée incorrectement automatisme.
On peut considérer qu'elle se veut l'équivalent de la discipline EEE (Electrical and Electronics Engineering) dans les pays anglo-saxons.